# Josef Jahrmann

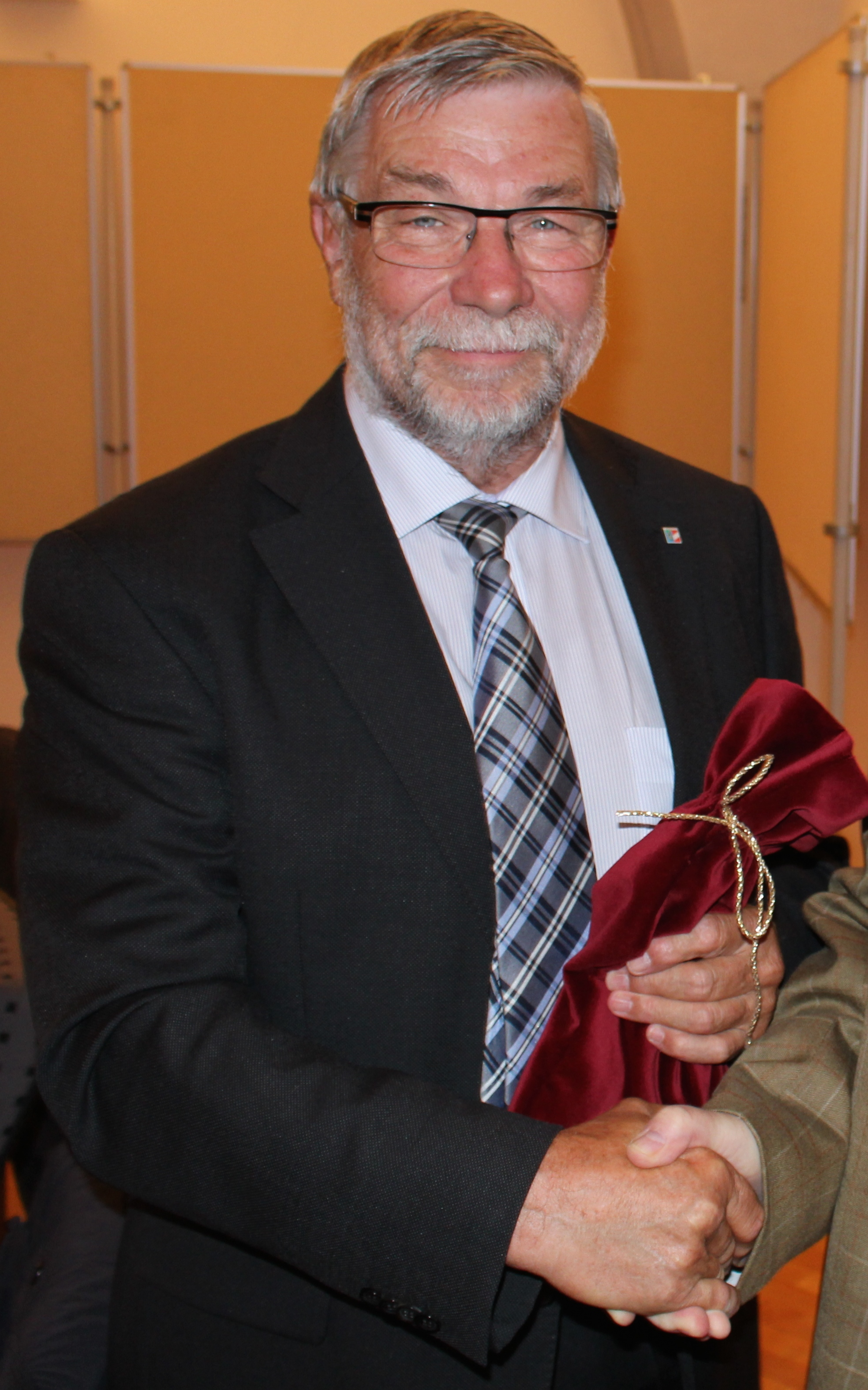
Josef Jahrmann

Josef Jahrmann (Spitz, 26 september 1947) is een Oostenrijks politicus (SPÖ), oud-burgemeester van Loosdorf in Neder-Oostenrijk en van 1997 tot 2013 afgevaardigde bij de Landdag van Neder-Oostenrijk.

## Biografie
Josef Jahrmann zat op de Volksschule in Spitz, het Bundesrealgymnasium in Krems en volgde daarna in Krems een lerarenopleiding. Vanaf 1967 werkte hij als docent. In 1987 werd hij inspecteur van het onderwijs van het district Melk.
In 1980 startte hij zijn politieke loopbaan als wethouder van Loosdorf. In 1983 werd hij locoburgemeester en in 1986 burgemeester van Loosdorf, wat hij bleef tot 2017.
Op 27 november 1997 (XIVe wetgevingsperiode) volgde hij Helmut Wöginger op als afgevaardigde van de SPÖ bij de Landdag van Neder-Oostenrijk. Dat bleef hij tot 2013.